# قحطی نوار غزه
جمعیت نوار غزه در نتیجهٔ حملات هوایی اسرائیل در طول جنگ غزه و محاصرهٔ اسرائیل و جلوگیری اسرائیل از ورود کالاهای اساسی و کمک‌های بشردوستانه به غزه، در معرض خطر بالای قحطی قرار دارد. حملات هوایی زیرساخت‌های غذایی مانند نانوایی‌ها، آسیاب‌ها و فروشگاه‌های مواد غذایی را نابود کرده است و به واسطهٔ محاصرهٔ کمک‌ها، کمبود گسترده‌ای از اقلام ضروری وجود دارد. به گفته گروهی از کارشناسان سازمان ملل، تا ژوئیه ۲۰۲۴ «کمپین گرسنگی هدفمند» اسرائیل در سراسر نوار غزه گسترش یافته و باعث مرگ کودکان شده است. هیئت نمایندگی اسرائیل در سازمان ملل از این بیانیه انتقاد کرد و آن را «اطلاعات نادرست» خواند. در همان ماه، موارد شناسایی شده سوء تغذیه کودکان در شمال غزه در مقایسه با ماه مه ۲۰۲۴، ۳۰۰ درصد افزایش یافت.
در ۳۰ ژوئن ۲۰۲۴، کمیتهٔ جهانی بررسی قحطیِ IPC اعلام کرد شواهد نشان می‌دهد که قحطی در غزه رخ نداده است، اما خطر بالای قحطی تا زمانی که جنگ ادامه دارد، پابرجا خواهد بود. شرایط در غزه احتمالاً در بهار به دلیل افزایش کمک‌ها و تلاش‌های بهداشتی بهبود یافته باشد، اما غیرنظامیان همچنان با رنج شدید روبرو هستند و به کمک‌های پایدار نیاز دارند. یافته‌های این گزارش «نباید جایی برای آسودگی‌خاطر و سهل‌اتگاری در مورد خطر وفوع قحطی در هفته‌ها و ماه‌های آینده باقی بگذارد» و «ماهیت طولانی مدت بحران به این معنی است که این خطر دستکم به اندازهٔ هر زمان دیگری در چند ماه گذشته بالا باقی می‌ماند.» اسرائیل با استناد به گفته‌های دانشگاهیانش در بخش بهداشت عمومی اسرائیل، روش‌شناسی گذشتهٔ IPC را به چالش کشیده است. در سپتامبر ۲۰۲۴، سازمان پناهندگان بین‌المللی هشدار داد که شرایط غذایی از ماه مه «به شدت رو به وخامت گذاشته است» و اظهار داشت: «خطر جدی تشدید دوبارهٔ شرایط قحطی همچنان وجود دارد.» برنامهٔ جهانی غذا (WFP) در اکتبر ۲۰۲۴ هشدار داد که یک میلیون نفر در معرض خطر گرسنگی قرار دارند.
فولکر تورک، کمیسر عالی حقوق بشر سازمان ملل، اظهار داشت که محدودیت‌های اسرائیل برای ورود کمک‌ها ممکن است به منزلهٔ مصداقی از گرسنگی دادن به عنوان سلاح جنگی باشد که دروافع جنایت جنگی محسوب می‌شود. یک کمیسیون تحقیق بین‌المللی مستقل نیز دریافت که اسرائیل از گرسنگی به عنوان یک روش جنگی استفاده می‌کند. در آوریل و مه، آژانس توسعه بین‌المللی (USAID)، دیوان جمعیت، پناهندگان و مهاجرت وزارت امور خارجه ایالات متحده دریافتند که اسرائیل از ورود کمک‌های غذایی به غزه جلوگیری می‌کند. این یافته‌ها توسط وزیر امور خارجه بلینکن و دولت بایدن رد شد. دولت اسرائیل استفاده از گرسنگی به عنوان سلاح جنگی را رد کرده و گفته است که استدلال‌هایی مبنی بر اینکه اقداماتش در مورد قحطی، کنوانسیون نسل‌کشی را نقض می‌کند «کاملاً بی‌اساس» است. هماهنگ‌کنندهٔ فعالیت‌های دولت اسرائیل در منطقه (COGAT)، آژانس اسرائیلی مسئول اجازهٔ ورود کمک به غزه، اعلام کرده است که اسرائیل محدودیتی برای میزان کمک‌های ورودی به غزه اعمال نکرده است. ادعای COGAT توسط نهادهای متعددی از جمله اتحادیه اروپا، سازمان ملل متحد، آکسفام و بریتانیا به چالش کشیده شده است. از مارس ۲۰۲۵، اسرائیل محاصره را به طور علنی رسمی کرده است، و وزیر دفاع اعلام کرده است که «هیچ کمک بشردوستانه‌ای وارد غزه نخواهد شد.»  اسرائیل ادعا کرده است که «حماس منابع را احتکار کرده و آن‌ها را از غیرنظامیان ناامید دور نگه داشته است»؛ اما تا فوریه ۲۰۲۴، ایالات متحده هیچ مدرکی دال بر این ادعا یافت نکرده است. گزارش‌هایی مبنی بر سرقت کمک‌های امدادی توسط باندهای مسلح وجود داشته است.
در ۲۱ نوامبر ۲۰۲۴، دیوان کیفری بین‌المللی حکم بازداشت نخست‌وزیر اسرائیل بنیامین نتانیاهو و وزیر دفاع سابق یوآف گالانت را به دلیل «دلایل منطقی» مبنی بر مسئولیت کیفری آن‌ها برای «جنایت جنگی گرسنگی دادن به عنوان یک روش جنگی» صادر کرد. ایالات متحده تصمیم دیوان کیفری بین‌المللی مبنی بر صدور این احکام را «اساساً رد» کرد.

## قبل از جنگ غزه
گفته شده است که «فقیرسازی کاملاً برنامه‌ریزی‌شده» یک سیاست بلندمدت اسرائیل برای نوار غزه بوده است. به گفته سارا روی، کارشناس برجسته اقتصاد غزه، 
تخریب کنونی غزه آخرین مرحله در فرآیندی است که با گذشت زمان اشکال خشونت‌آمیزتری به خود گرفته است. در پنجاه و شش سالی که از اشغال نوار غزه در سال ۱۹۶۷ می‌گذرد، اسرائیل غزه را از سرزمینی که از نظر سیاسی و اقتصادی با اسرائیل و کرانه باختری یکپارچه بود به یک منطقه محصور و منزوی، از یک اقتصاد کارآمد به یک اقتصاد ناکارآمد، و از یک جامعه مولد به یک جامعه فقیر تبدیل کرده است. به همین ترتیب، ساکنان غزه را از عرصهٔ سیاست حذف کرده و آنها را از مردمی که خود را ملی‌گرا می‌دانستند، به جمعیتی تبدیل کرده که اکثریت آنها برای بقا به نوعی کمک بشردوستانه نیاز دارند.
در اوایل دههٔ اول ۲۰۰۰، نوار غزه شاهد دوره‌ای از تنش‌های فزاینده بود که تأثیر عمیقی بر بخش‌های اقتصادی و کشاورزی آن داشت. در این مدت، تعداد نسبتاً کمی از شهرک‌نشینان اسرائیلی در نوار غزه زندگی می‌کردند، اما بخش قابل توجهی از منابع ارزشمند این سرزمین را کنترل می‌کردند. به طور خاص، این شهرک‌نشینان به حدود ۲۵٪ از نوار، منطقه‌ای که شامل ۴۰٪ از زمین‌های زراعی غزه و همچنین سهم قابل توجهی از منابع آبی آن بود، دسترسی داشتند و دسترسی به زمین و آب برای جمعیت فلسطینی را محدود می‌کردند. علاوه بر این، در آن دوره، اسرائیل محدودیت‌هایی را برای واردات سوخت و گاز پخت و پز به غزه اعمال کرده بود. محدودیت‌های واردات، از جمله سوخت و گاز پخت و پز به غزه توسط اسرائیل، همچنین ناشی از اعمال محدودیت‌هایی بر اساس آنچه اسرائیل به عنوان کالاهای «دو منظوره» تعریف می‌کند، اقلامی که ممکن است برای مصارف نظامی استفاده شوند و امنیت اسرائیل را تهدید کنند، است. این اقدامات، که بخشی از محاصرهٔ گسترده‌تر هستند، در سطح بین‌المللی مورد اعتراض قرار گرفته و به دلیل تشدید شرایط اقتصادی و زندگی در غزه مورد انتقاد قرار گرفته‌اند.
پس از اینکه اسرائیل شهرک‌های خود را از نوار غزه در سال ۲۰۰۵ خارج کرد، انتخابات فلسطین در سال ۲۰۰۶ برگزار شد که حماس در آن پیروز شد. در پاسخ به نتایج انتخابات، اسرائیل حزب حاکم و نوار غزه را به عنوان «موجودیت متخاصم» تعیین کرد و محاصره را به همراه تحریم‌ها و محدودیت‌های اقتصادی به اجرا گذاشت. دوو ویسگلاس توضیح داد: «ما باید آنها را بسیار لاغرتر کنیم، اما نه آنقدر که بمیرند.» ایده این بود که «فلسطینی‌ها را در رژیم غذایی قرار دهیم، اما نه اینکه آنها از گرسنگی بمیرند.» قبل از محاصره، جمعیت غزه ۱٫۶ میلیون نفر بود که روزانه ۴۰۰ کامیون حامل کالا به این نوار وارد می‌شد. طبق سیاست جدید، به گفته سازمان غیردولتی اسرائیلی گیشا، اسرائیل تنها به ۱۰۶ کامیون اجازه ورود برای تحویل کالا را داد. در دهه‌های بعد، تعداد کامیون‌های بشردوستانه مجاز به ورود به غزه بسته به عوامل متعددی مانند وضعیت سیاسی، مسائل امنیتی، توافقات بین اسرائیل و مقامات فلسطینی و مداخلات سازمان‌های بین‌المللی متفاوت بود. برای دریافت مجوز واردات هر کالایی به نوار غزه، باید اثبات می‌شد که آنها ضروری هستند که این امر اغلب باعث تأخیر و پیچیدگی در تأمین کمک‌های بشردوستانه می‌شد.
تلگراف‌های دیپلماتیک که متعاقباً توسط ویکی‌لیکس منتشر شد، نشان داد که اسرائیل در سال ۲۰۰۸ به ایالات متحده اطلاع داده بود که در حالی که اقداماتی برای جلوگیری از یک بحران انسانی انجام خواهد داد، قصد دارد اقتصاد غزه را در «آستانه فروپاشی» نگه دارد. محاسبات دقیقی برای تعیین حداقل کالری مورد نیاز (۲۲۷۹ کالری برای هر نفر در روز) برای جلوگیری از سوءتغذیه در نوار غزه انجام شد و این محاسبات اساس تعیین تعداد کامیون‌های مواد غذایی توسط اسرائیل از سال ۲۰۰۷ تا ۲۰۱۰ را تشکیل داد. این محاسبه عواملی مانند فروپاشی کشاورزی به دلیل محاصره که دسترسی به بازارهای بذر را کاهش داده بود، در نظر نگرفته است. محدودیت‌های مربوط به مواد غذایی شامل کالاهای اساسی مانند ماکارونی — که پس از اعتراض جان کری به قرار گرفتن آن در فهرست واردات ممنوعه، دوباره وضع شد — و هرگونه خوراکی لذیذ مانند عسل، حلوای کنجدی، بامبا، چای، قهوه، سوسیس، سمولینا، فرآورده‌های شیر در بسته‌های بزرگ، اکثر محصولات پخت و پز و محدودیت‌های مربوط به گوشت و گاز خانگی برای پخت و پز بود.
گزارش گلدستون نشان داد که در طول جنگ غزه ۲۰۰۸-۲۰۰۹، تهاجم اسرائیل باعث تخریب عمدی و گسترده بخش کشاورزی غزه شده بود. اسرائیل همچنین ۳۰ درصد از حاصلخیزترین زمین‌های نوار غزه را مناطق ورود ممنوع اعلام کرد. پس از سال ۲۰۱۲، صلیب سرخ توافقی را برای اجازه دادن به کشاورزان غزه برای کشت محصولات با ارتفاعات مختلف، در مناطقی به ترتیب در فاصلهٔ ۳۰۰ متری تا ۱ کیلومتری از حصار مرزی مستحکم اسرائیل به دست آورد. با این حال، هم کشاورزان و هم دستگاه‌های آبیاری ابتدایی آنها اغلب در معرض تیراندازی تک‌تیراندازها و مسلسل‌های خودکار قرار داشتند و محصولات در امتداد خط آتش‌بس، بدون هشدار، با علف‌کش رانداپ مونسانتو سمپاشی می‌شدند. به همین ترتیب، اسرائیل محدودیت‌های شدیدی بر ماهیگیری در آب‌های غزه اعمال کرد — ۲۰ مایل دریایی توافق شده تحت پیمان‌های اسلو به طور یکجانبه به ۹ مایل کاهش یافت — و مناطق قابل ماهیگیری با شناورها مشخص شدند. در سال ۲۰۰۹، اسرائیل این میزان را به ۳ مایل دریایی کاهش داد که در نتیجه ۸۵ درصد از آب‌های ماهیگیری غزه توسط کشتی‌های جنگی اسرائیل مسدود شد. گزارش شده است که قایق‌های توپدار اسرائیلی حتی در این مناطق نیز به ماهیگیران محلی شلیک می‌کردند.
در دههٔ دوم ۲۰۰۰، برخی از سیاستمداران اسرائیلی اتهام استفاده از محاصره برای آسیب رساندن عمدی یا «آسیب بشردوستانه» به غیرنظامیان فلسطینی را رد کردند. وزیر امور خارجه سابق اسرائیل تسیپی لیونی در ۲۵ اکتبر ۲۰۱۰ گفت: «هیچ قصدی برای آسیب رساندن به جمعیت فلسطینی ساکن غزه وجود نداشته و هرگز وجود نداشته است». در سال ۲۰۰۸، نخست‌وزیر سابق ایهود اولمرت گفت: «ما اجازه یک بحران انسانی را نخواهیم داد، اما قصد نداریم زندگی آنها را آسان‌تر کنیم.»
در اوت ۲۰۲۳، گزارش شد که ۱۲٬۰۷۶ کامیون بار کالای مجاز وارد غزه شده است که نشان‌دهنده بهبود جزئی در حجم کالاهای مجاز به ورود به این منطقه در مقایسه با دوره‌های قبل است. با وجود این ورودها، حجم کالاها با توجه به افزایش ۶۰ درصدی جمعیت از سال ۲۰۰۷ و نیازهای فزاینده جمعیت غزه، ناکافی باقی ماند.
تأثیر بشردوستانهٔ محاصره با خصومت‌های مکرر تشدید می‌شود که نه تنها منجر به تلفات بالا می‌شود بلکه زیرساخت‌های شکنندهٔ غزه را نیز بیشتر تخریب می‌کند. سازمان ملل و سازمان‌های مختلف حقوق بشری بارها خواستار لغو محاصره و افزایش دسترسی بشردوستانه برای کاهش رنج ساکنان غزه شده‌اند. شرایط موجود در سال ۲۰۲۳، که در آن منطقه شاهد بیشترین تعداد تلفات از سال ۲۰۰۵ بوده است، نیاز فوری به یک راه‌حل جامع و پایدار برای بحران بشردوستانه در غزه را در نظرمان برجسته کرده و به آن تاکید می‌ورزد.

### آثار مورد ارجاع
- Borger, Julian (8 March 2024). "'Who is going to distribute it?': the key flaw in US's plan to build aid port in Gaza". The Guardian. Archived from the original on 10 May 2024. Retrieved 12 March 2024.
- Brown, Benjamin (18 March 2024). "'Trucks are stopped, people are dying': Top EU diplomat claims Israel is using starvation as weapon of war". CNN. Archived from the original on 21 March 2024. Retrieved 21 March 2024.
- Fabian, Emanuel (9 October 2023). "Defense minister announces 'complete siege' of Gaza: No power, food or fuel". www.timesofisrael.com (به انگلیسی). Archived from the original on 9 October 2023. Retrieved 18 October 2023.
- Filiu, Jean-Pierre (Autumn 2014). "The Twelve Wars on Gaza" (PDF). Journal of Palestine Studies. 44 (1): 52–60. doi:10.1525/jps.2014.44.1.52. JSTOR 10.1525/jps.2014.44.1.52.
- Howard-Hassmann, Rhoda E. (2016). State Food Crimes. Cambridge University Press. ISBN 978-1-107-13352-5. Retrieved 18 January 2024.
- Jankowicz, Mia (9 October 2023). "Israel announces 'complete siege' of Gaza, cutting its electricity, food, water, and fuel". Business Insider. Archived from the original on 2 November 2023. Retrieved 13 October 2023.
- Larson, Nina (19 March 2024). "Israel May Be Using Starvation As 'Weapon Of War': UN". Barron's. Agence France-Presse. Archived from the original on 21 March 2024. Retrieved 21 March 2024.
- Maurice, Guillaume (12 December 2023). "In Gaza, 'an estimated 22% of agricultural land' has been destroyed since the start of the conflict". The Observers. France24. Archived from the original on 17 January 2024. Retrieved 17 January 2024.
- Smith, Ron (Spring 2019). "Israel's Permanent Siege of Gaza". Middle East Report (290): 38–42. JSTOR 45406228.
- Wintour, Patrick (21 March 2024). "David Cameron accuses Israel of blocking key aid crossing in Gaza". The Guardian. Archived from the original on 22 March 2024. Retrieved 23 March 2024.